# Brüel
Brüel is een gemeente in de Duitse deelstaat Mecklenburg-Voor-Pommeren, en maakt deel uit van de Landkreis Ludwigslust-Parchim.
Brüel telt 2.587 inwoners.

## Indeling gemeente
De gemeente bestaat uit de volgende Ortsteile:

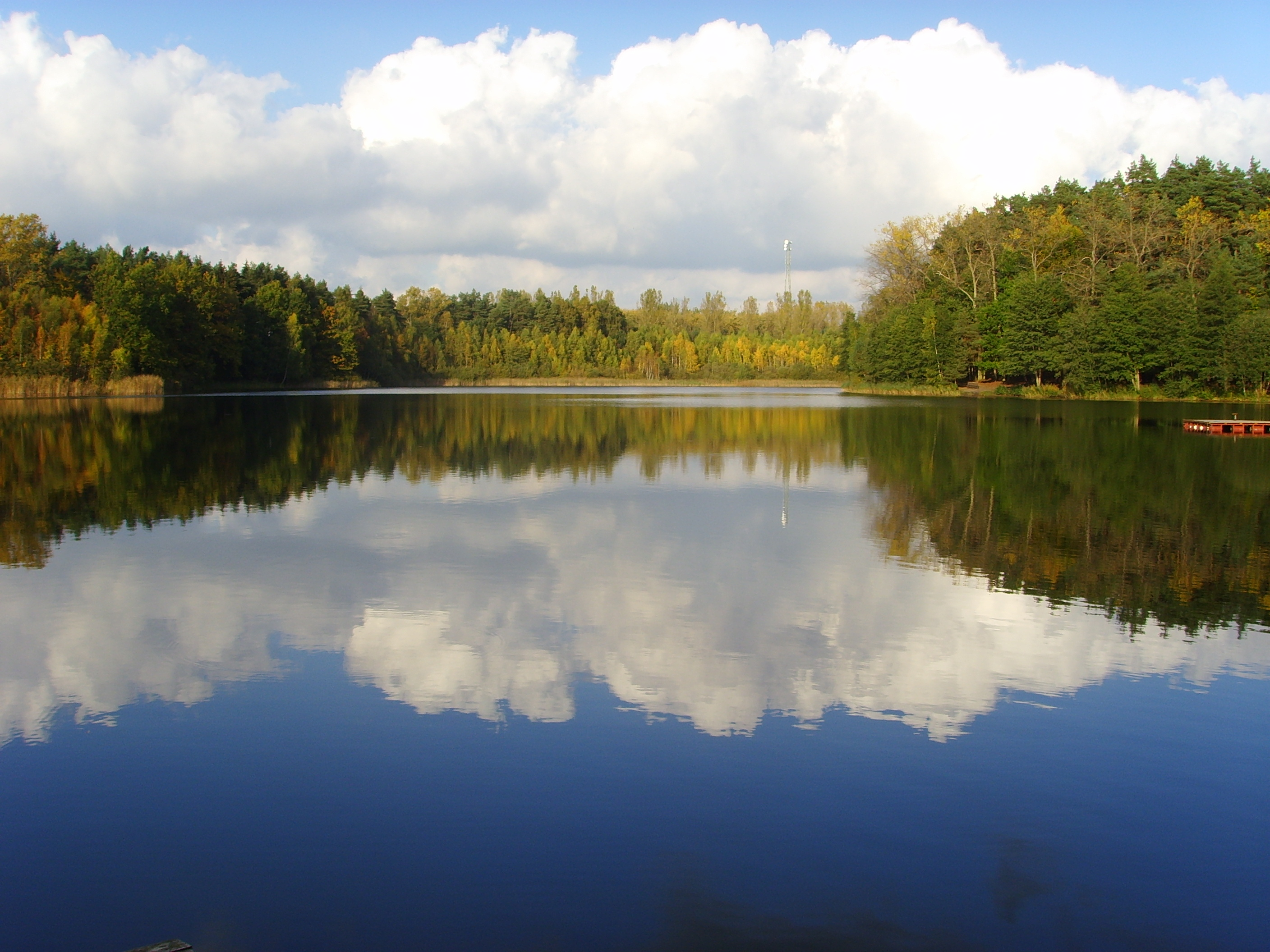
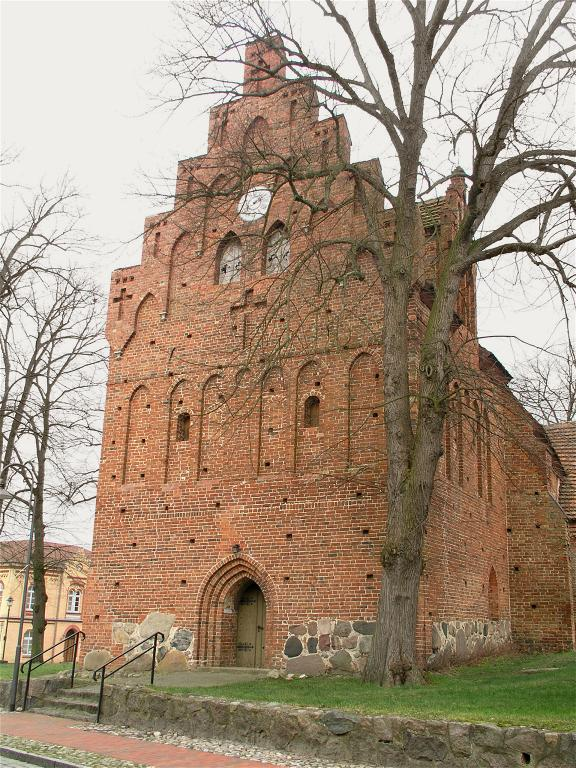
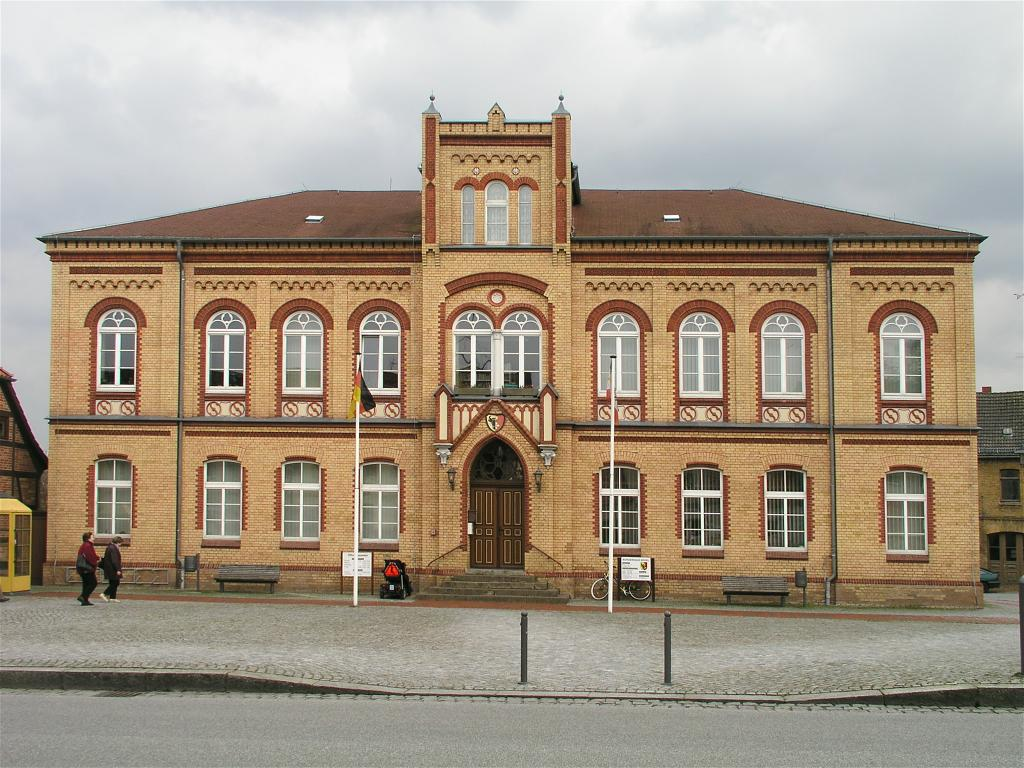
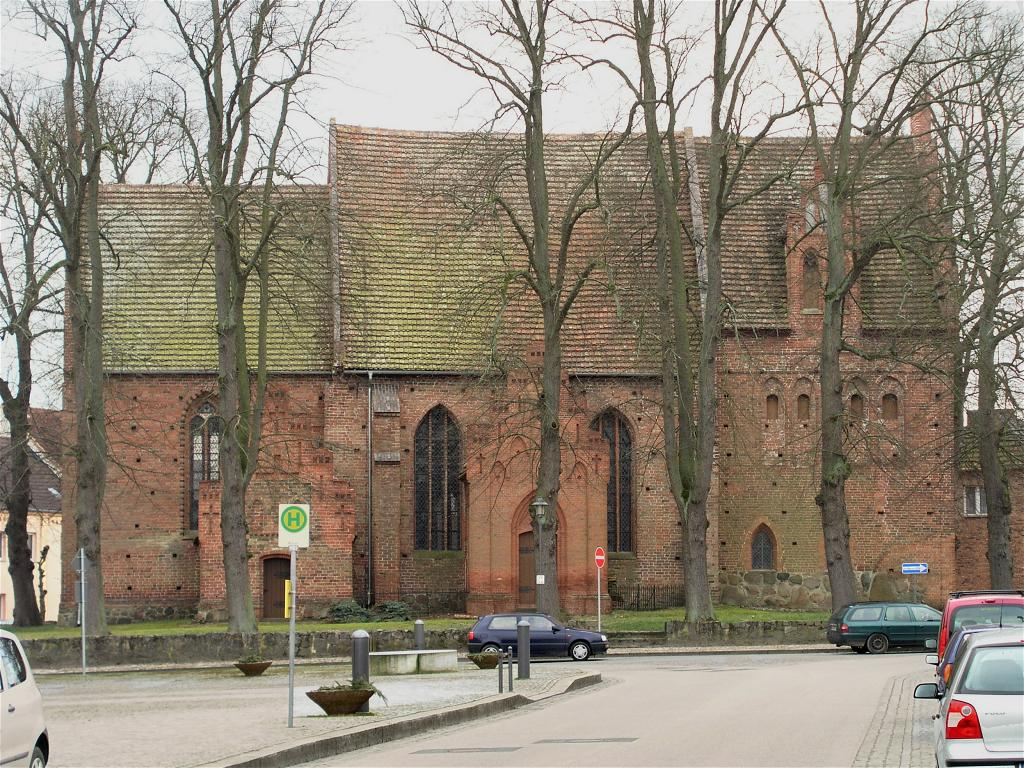

- De stad Brüel
- Golchen, sinds 1-1-1974
- Keez, sinds 1-7-1976
- Necheln
- Thurow, sinds 1-7-1976